# Fawzi Boubia

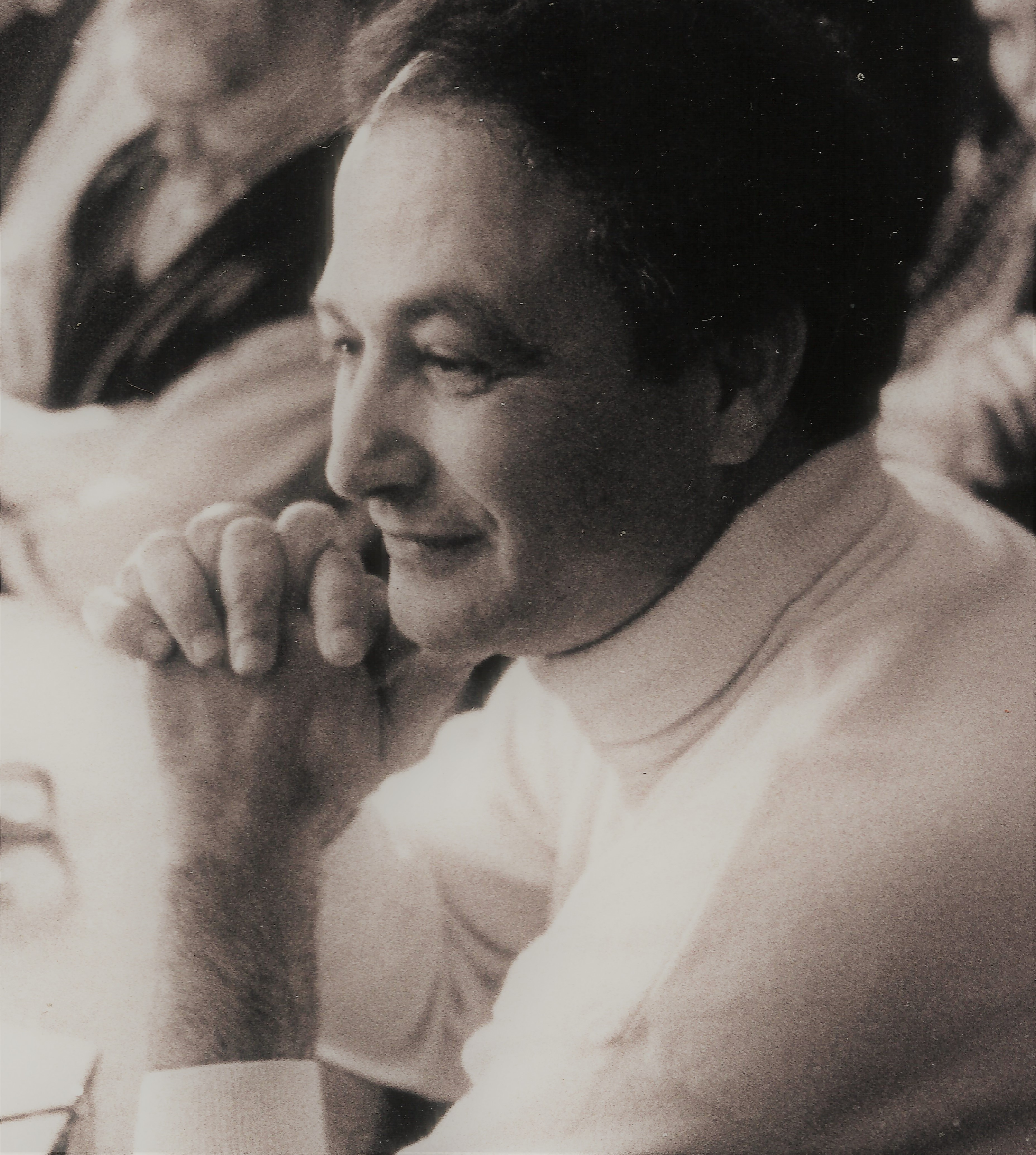
Fawzi Boubia auf den Rauriser Literaturtagen 1997 – Foto von Peter Rigaud

Fawzi Boubia (* 8. Dezember 1948 in Khémisset, Marokko) ist ein marokkanischer Geisteswissenschaftler und – häufig deutschsprachiger – Schriftsteller. Als Professor für deutsche Literatur- und Kulturgeschichte lehrt er an der Universität Caen. Er versteht sich als Citoyen des Orients und Okzidents und setzt sich als Komparatist und Kulturwissenschaftler für eine Kultur des Dialogs im mediterranen Raum ein.

## Biographie
Fawzi Boubia wurde als zweiter Sohn des Widerstandskämpfers und Historikers Si Ahmed Boubia geboren. Nach dem Besuch der Koranschule und der arabischen Volksschule wechselte er auf das französische Schulsystem. Er besuchte dann die französischen Gymnasien in Meknès (lycée Paul-Valéry) und Rabat (lycée Descartes), wo er das Abitur mit den Schwerpunkten „Philosophie und Literatur“ bestand. Danach ging er zum Studium nach Deutschland.
Nach einem Master in Literatur- und Politikwissenschaft und Philosophie erhielt Boubia von der Universität Heidelberg den Titel des „Doktors der Philosophie“ und erlangte einige Jahre später die Habilitation an der Sorbonne.
Boubia ist Germanist, Philosoph, Schriftsteller und Historiker mit Schwerpunkt auf dem Gebiet der Beziehungen zwischen Orient und Okzident. Seine Publikationen verfasst er vornehmlich auf Deutsch, aber auch auf Französisch und Arabisch. Er war lange Jahre Leiter der damals neugegründeten deutschen Abteilung (1976) der Universität Rabat und Professor für deutsche Literatur- und Kulturgeschichte. Er lehrte auch an deutschen Universitäten (Heidelberg und Karlsruhe). Zusammen mit Professor Arnold Rothe und anderen Kollegen initiierte er Anfang der 80er Jahre die Maghreb-Studien an der Universität Heidelberg. Des Öfteren wurde er zu Vorträgen und Lesungen in vielen Ländern eingeladen.
Beim nationalen Wettbewerb um die Besetzung von Lehrstühlen in Frankreich (Fachrichtung „Deutsche Literatur- und Kulturgeschichte“, 1996–1997) stand er auf Platz eins an zwei Universitäten: „Université d‘Aix-en-Provence“ und „Université de Caen-Normandie“. Im Jahr 1997 wurde er zum Professor für deutsche Literatur- und Kulturgeschichte an der Universität Caen in der Normandie ernannt. Dort gründete und leitete er über lange Jahre hinweg die Forschungsgruppe „Voi(es)x de l'exil et des migrations“. Seit 2018 ist Fawzi Boubia aktives Mitglied der „Akademie für westöstlichen Dialog der Kulturen“. Am 28. August 2022 wurde er einstimmig zum Präsidenten der „Akademie für westöstlichen Dialog der Kulturen“ gewählt.

## Werk
Boubia hat zahlreiche Bücher und Aufsätze geschrieben. Bereits als Jugendlicher hatte er ein Arabisch-Lehrbuch für frankophone Schüler verfasst. Seine erste wissenschaftliche Veröffentlichung handelt von der Dialektik von Literatur und Politik im Theater der Spätaufklärung (Sturm und Drang). Er ist auch der Autor von Heidelberg-Marrakesch, einfach (1996), dem ersten marokkanischen Roman deutscher Sprache (in Marokko verfasst). Anlässlich seiner Einladung im darauffolgenden Jahr zu den Rauriser Literaturtagen rezitierte und publizierte er sein erstes deutschsprachiges Gedicht Scheherezade in dürftiger Zeit.
Als Theaterdichter hat er eine dramatische Version seines Romans “Heidelberg-Marrakesch, einfach” verfasst, die von Massud Rahnama erfolgreich am Wiener „Theater Spielraum“ und an 80 diversen Spielorten in Österreich und weltweit auf die Bühne brachte. Er hat darüber hinaus eine umfassende Untersuchung unter dem Titel La pensée de l’universel: Goethe contre Hegel veröffentlicht. Darin befasst er sich mit dem integrativen Universalismus Goethes, den er mit der Philosophie Hegels konfrontiert.
Seine wissenschaftlichen Arbeiten befassen sich mit diversen Themen und Problematiken: Exil und Migration; Theorie der Alterität und der Weltliteratur bei Goethe; Hegels Philosophie der Ausgrenzung; Rousseaus Philosophie der Negativität; Interkulturelle Kommunikation; Orientalismus und Okzidentalismus; den Arabischen Frühling als Dritte „Nahda“ (Renaissance); den Islam als wesentlichen Bestandteil der europäischen Kultur und Geschichte.
In einem Artikel, den er anlässlich des Arabischen Frühlings auf Arabisch verfasste, hat er ein neues arabisches Konzept in die Diskussion eingeführt, die „Irhalocratie“ الإرحلوقراطية (Absetzbarkeit der Exekutive aufgrund von freien Wahlen), das dazu angelegt ist, im Anschluss an die politische Philosophie des Kritischen Rationalismus den verschwommenen und durch die orientalischen Potentaten allzu strapazierten Begriff „Demokratie“ zu ersetzen.

## Gremientätigkeiten
Boubia war in den 1980er und 1990er Jahren Gründungs- und Vorstandsmitglied der Gesellschaft für interkulturelle Germanistik (GiG). In den 1980er Jahren tätig im wissenschaftlichen Ausschuss der Euro-arabischen Universität mit dem Dichter Mohamed Aziza sowie im wissenschaftlichen Ausschuss des Instituts „Transcultura“ mit Umberto Eco und dem Anthropologen Alain Le Pichon zusammen. Er war in der beratenden Kommission der UNESCO für die Erstellung des „Plan Arabia“ an der Seite des sudanesischen Schriftstellers Tayeb Salih (Projekt: Förderung des euro-arabischen Dialogs, 1990er Jahre) und Gründungsdirektor der Forschungsgruppe „Voi(es)x de l'exil et des migrations“ der Universität Caen (1998–2005). In den 2010er Jahren war er in einigen Programmen der Anna-Lindh-Stiftung involviert und wurde Mitglied der Forschungsgruppe „Wertewelten“ der Universität Tübingen.

## Auszeichnungen
- 1967 Concours Général, arabische Sprache und Literatur
- 1983–1984 Forschungsstipendiat der Alexander von Humboldt-Stiftung.[30]
- 1999 (Mai–Juni) Gastwissenschaftler am Zentrum für Literaturforschung (Eberhard Lämmert)[31]
- 2003: Einladung zu einer Gastprofessur an der Universität Innsbruck (Johann Holzner).
- 2013: Einladung zur Antrittsvorlesung für die Eröffnung der Tagung der Gesellschaft für Interkulturelle Germanistik an der University of Stellenbosch in Südafrika (Carlotta von Maltzan).
- 2016 Ehrenauszeichnung der Universität Rabat anlässlich des 40-jährigen Jubiläums der Deutschen Abteilung der Faculté des Lettres et des Sciences Humaines im Rahmen der Tagung 40 Jahre Deutsche Studien in Rabat: Rückblick und Perspektiven.
- 2022 Präsident der Akademie für west-östlichen Dialog der Kulturen.

## Publikationen

### Monographien und Editionen
- Theater der Politik – Politik des Theaters, Lang-Verlag, Frankfurt, 1978
- Heidelberg-Marrakesch, einfach. Roman, Kinzelbach-Verlag, Mainz, 1996
- Exil et Migration, Actes du colloque de Caen, hg. von Fawzi Boubia, MRSH, Caen 2003
- Qaba’il Zemmour wa al-Haraka al-Wataniyya (Die Zemmour-Stämme und die Nationalbewegung); قبائل زمور والحركة الوطنية Si Ahmed Boubia: Memoiren, hrsg. von Fawzi Boubia, Publications de la Faculté des Lettres et des Sciences Humaines, Université Mohammed V, Rabat 2003. 720p.
- Al-Kitab al-Gharbi li al-Mu’allif al-Charqui, Roman, Lit-Verlag, Wien, 2004 الكتاب الغربي للمؤلف الشرقي
- Exil und Migration, Kongressakten des INST, hg. von Fawzi Boubia, Wien, 2004. In: Das Verbindende der Kulturen, INST, Wien, 2004.[32]
- Migrations-, Emigrations- und Remigrationskulturen, Kongressakten der Internationalen Vereinigung für Germanistik, hg. von Fawzi Boubia, Anne Saint Sauveur-Henn und Frithjof Trapp, Band 6, Peter Lang, 2007.
- La pensée de l’universel, Editions Marsam, Rabat, 2007
- Hégire en Occident, Roman, Editions Marsam, Rabat, 2012
- Von Deutschland lernen – Goethe und Hegel. Mit einem Geleitwort von Hans Christoph Buch, PalmArtPress, Berlin 2021
- Mein West-Östlicher Divan, Roman, PalmArtPress, Berlin 2022.
- Goethes Dichtung als transkulturelles Zukunftsprojekt, Panel 2 der Internationalen Vereinigung für Germanistik (Palermo 2021), organisiert, moderiert und herausgegeben von Fawzi Boubia. Mit Beiträgen von Harald Seubert, Reinhard Knodt, Aleya Khattab, Manfred Osten und Hans-Christoph Buch. „Wege der Germanistik in transkultureller Perspektive (Band 1, Teil B)“, Peter Lang Verlag, Berlin 2022.
- Hegel. Philosophie der Ausgrenzung, PalmArtPress, Berlin 2024.

### Wissenschaftliche Aufsätze (Auswahl)

#### Aufsätze in deutscher Sprache
- „Goethes Theorie der Alterität und die Idee der Weltliteratur“. In: Bernd Thum (Hg). Gegenwart als kulturelles Erbe. München, Iudicium, 1985. p. 269-301.
- „Das Fremde und das Eigene. Prolegomena zu einer interkulturellen Germanistik“. In: Langues et Littératures, V, 1986, p. 155-166.
- „Die Verfremdung der „Verfremdung“. Thesen zu einer interkulturellen Germanistik im arabischen Raum“. In: Informationen Deutsch als Fremdsprache, Nr. 1, 14. Jahrgang, Februar 1987, p. 28-33.
- „Legitimationsgrundlagen europäischer Studien im Maghreb“. In: Bernd Thum & Gonthier-Louis Fink (Hg). Praxis interkultureller Germanistik. Forschung – Bildung – Politik, München, Iudicium, 1993 (Podiumsdiskussion, p.165-191).
- „Der deutsch-arabische Diwan. Aspekte und hermeneutische Voraussetzungen arabischer Germanistik“. In: Jahrbuch für Internationale Germanistik, Jahrgang XXIX, 1997, Heft 2, S. 49–60.
- „Übersetzung und interkulturelle Kompetenz“. In: Übersetzen, verstehen, Brücken bauen, hg. v. Armin Paul Frank, Kurt-Jürgen Maaß, Fritz Paul und Horst Turk. Mit einer Einleitung von Horst Turk. Berlin, Erich Schmidt Verlag, 1993, p. 655-666.
- „Orientalischer Okzidentalismus: Die arabische Renaissance und Europa“. In: Blickwinkel. Kulturelle Optik und interkulturelle Gegenstandskonstitution, München, Iudicium, 1996, p. 947-967.
- „Rousseaus Philosophie der Negativität“. In: Ici et ailleurs: le dix-huitième siècle au présent. Hommages à Jacques Proust. Tokyo, Librairie-Éditions France Tosho, 1996, p. 269-284.
- „Jean-Jacques Rousseau: Erkenntnis und Widerspruch“. In: Zeitschrift für französische Sprache und Literatur, Band XCVII, Heft 2, 1987, p.115-123.
- „Elias Canetti in Marrakesch. Ein Spaniole auf der Suche nach der verlorenen Heimat“. In: Kulturelle Grenzziehungen im Spiegel der Literaturen: Nationalismus, Regionalismus, Fundamentalismus, hg. von H. Turk, B. Schultze und R. Simanowski, Göttingen, Wallstein, 1998, 284-298.
- „Exilliteratur und Entgrenzungskultur. Identität und Alterität bei Elias Canetti“. In: Literaturwissenschaft und politische Kultur. Eberhard Lämmert zum 75. Geburtstag, hg. v. Winfried Menninghaus und Klaus R. Scherpe, Stuttgart-Weimar, Metzler, 1999, p. 274-280.
- „Die Ringparabel im Exil. Judentum, Christentum und Islam bei Lion Feuchtwanger“. In: Akten des X. Internationalen Germanistenkongresses, Band 9, Wien 2000, S. 337–341.
- „Goethes Entwurf einer interkulturellen Kommunikation zwischen Orient und Okzident“. In: Kanon und Text in interkulturellen Perspektiven: „Andere Texte anders lesen“, 4. Kongress der „Gesellschaft für Interkulturelle Germanistik“ und der Universität Salzburg, Kaprun, 23-27. September 1998, hg. von M. Auer und U. Müller, Stuttgart 2001, S. 67–80.
- „Zivilgesellschaft in Marokko – Zwischen Tradition und Moderne“. In: Zivilgesellschaft – DIE Herausforderung. Herausgegeben von der Kulturinitiative GLOBART, Wien New York, Springer 2006, S. 116–121.
- „Identitätsparadigmen und Paradigmendissidenz. Der Islam als Bestandteil der europäischen Kultur“. Akten XII. Kongresses der Internationalen Vereinigung für Germanisten, Band 6: Nationale und transnationale Identitäten in der Literatur, Lang-Verlag, Frankfurt am Main 2012, S. 103–113.
- „Vertrauen zwischen Orient und Okzident“. In: Heinz-Dieter Assmann, Frank Baasner, Jürgen Wertheimer (Hrsg.), Vertrauen, Forschungsprojekt „Wertewelten“ der Universität Tübingen, Nomos-Verlag, Baden-Baden, 2014, S. 179–192.
- „Goethe versus Hegel. Die Welt als Denkhorizont“. In: Heinz-Dieter Assmann, Frank Baasner, Jürgen Wertheimer (Hrsg.), Grenzen, Forschungsprojekt „Wertewelten“ der Universität Tübingen, Nomos-Verlag, Baden-Baden, 2014, S. 37–53.
- „Irhalokratie im Arabischen Frühling. Von der Revolution zum Rechtsstaat?“. In: Heinz-Dieter Assmann, Frank Baasner, Jürgen Wertheimer (Hrsg.), Republik. Ursprünge, Ausgestaltungen, Repräsentationen eines scheinbar universellen Begriffs, Forschungsprojekt „Wertewelten“ der Universität Tübingen, Nomos-Verlag, Baden-Baden, 2014, S. 85–97.
- „Es körpert! Es outet! Es scheint! Westöstliche Herausforderungen an die Seele, die Innerlichkeit und das Sein“. In: Arno Böhler, Krassimira Kruschkova, Susanne Valerie (Hrsg.), Wissen wir, was ein Körper vermag? Rhizomatische Körper in Religion, Kunst, Philosophie, Ringvorlesung des Philosophischen Instituts der Universität Wien (WS 2012–2013), Transcript-Verlag, Bielefeld, 2014, S. 89–102.
- „Martin Heidegger und Saint-Exupéry. Die Einsamkeit des Universums und die Lösung der Geheimnisse der Welt dank der Bedeutung der Dichtung“. Jahrestagung der Martin-Heidegger-Gesellschaft, 2021, Schloss Meßkirch, Schriftenreihe Band 14: "...was bleibt aber..." Neue Beiträge zu Heideggers Kunstphilosophie , Exaiphnes Editionen, 2023, S. 195–210.
- „Goethes unglaubliche Reise nach China“. In: Menschen und Handeln im Zeichen transkulturellen Denkens. Festschrift für Laura Auteri. Jahrbuch für Internationale Germanistik, Reihe A - Band 148, Peter Lang, Lausanne 2023, S. 39–45.
- "IRHALOKRATIE. Zur Umsetzung westlicher Werte im Orient". In: Korrespondenzen. Philosophie, Kunst und Wissenschaft im Dialog, Gedenkschrift für Reinhard Knodt, Hrsg. von der Akademie für west-östlichen Dialog der Kulturen, PalmArtPress, Berlin 2024, S. 126–134.

#### Aufsätze in französischer Sprache
- Littérature universelle et altérité. In: Diogène, Nummer 141, Januar–März 1988, S. 80–104.
- Jean-Jacques Rousseau: Connaissance et contradiction. In: Langues et Littératures., Bände VI-VII, 1987–1988, S. 35–44.
- Littérature maghrébine et littérature universelle. In: Littérature maghrébine & littérature mondiale. Actes du colloque de Heidelberg. 14.–16. Oktober 1993. Charles Bonn & Arnold Rothe (éds.): Littérature maghrébine et littérature mondiale. Würzburg, Königshausen & Neumann, 1995. S. 15–24.
- Hegel: philosophie et intolérance. In: Jusqu'où tolérer? Septième Forum Le Monde Le Mans, Textes réunis et présentés par Roger-Pol Droit., Paris, Le Monde-Éditions, 1996, S. 282–302 (Diskussion: S. 303–309).
- Goethe et l'Orient: Un voyage dans le monde de la sensibilité altéritaire. Actes du Colloque international à l'occasion du 250e anniversaire de la naissance de Johann Wolfgang Goethe, 29 mars – 2 avril 1999, Université de Paris-Sorbonne: L’Un, l’Autre et le Tout, sous la direction de Jean-Marie Valentin. Klincksieck, Paris 2000, S. 79–89.
- Sensibilité altéritaire et culture transgressive dans la littérature de l’exil: Elias Canetti. In: Actes du colloque international de l’Association des Germanistes de l’Enseignement Supérieur: Seuil(s), limite(s) et marge(s), l’Harmattan, Paris 2001, S. 269–279 (veranstaltet in Zusammenarbeit mit l’équipe de recherche Voi(es)x de l’Exil et des Migrations).

#### Aufsätze in englischer Sprache
- Universal Literature and Otherness. In: Diogenes, Nummer 141, Spring 1988, S. 76–101.
- Hegel's Internationalism: World History and Exclusion. In: Internationalism in Philosophy. Sondernummer der Zeitschrift Metaphilosophy, Band, Nummer 4, Oktober 1997, S. 417–432.

#### Aufsätze in arabischer Sprache
- al-mucharri' ua as-siyassa ua al-masrah المشرع والسياسة والمسرح („Der Gesetzgeber, die Politik und das Theater“). In: Revue de la Faculté des lettres et des sciences humaines, Université Mohammed V, 2, Rabat, 1977, S. 245–258.
- „al-adab al-'âlamî ua ichkâliyat al-ghaïriya“ الأدب العالمي وإشكالية الغيرية („Die Weltliteratur und die Problematik der Alterität“). In: al-taqâfa al-'âlamiya, vol. 35, Juillet 1987, S. 144–173.
- „al-adab al-'âlami ua al-ghaïriya“ الأدب العالمي والغيرية („Weltliteratur und Alterität“). In: Mawâqif, Band 56, 1988, S. 154–175.
- Irhal ! min ad-Dimokratia ila al-Irhalokratia (Verschwinde! Von der Demokratie zur Irhalokratie.) In: al-Quds al-Arabi, 15. März 2011.
-  ارحل من الديمقراطية الى الإِرْحَلُوقراطية („Verschwinde! Von der Demokratie zur Irhalokratie“).Link

## Bibliographie
- Salim Jay, Anthologie des écrivains marocains de l'émigration. Casablanca, Editions La Croisée des Chemins, 2010.
- Les écrivains de la diaspora marcaine, Le Magazine Littéraire du Maroc, Numéro Hors-Série, été 2010.
- Babel Littéraire, Les auteurs marocains écrivent dans toutes les langues... même en allemand, TEL QUEL, Numéro 22, Avril 2006.
- Amina Talhimet et Driss Ksikes, « Premier itinéraire romanesque de Fawzi Boubia en allemand. Tolérance marocaine à l’épreuve de la xénophobie ». In : Libération, 4 juillet 1996.
- Salwa Idrissi-Moujib, Fawzi Boubia. Heidelberg – Marrakesch, einfach. Mainz : Donata Kinzelbach, 1996. http://www.limag.com/Bulletin/Bul18/CRLIdrissiBoubia.htm
- Mustafa Maher, Fawzi Boubias Roman Heidelberg-Marrakesch, einfach oder Das andere Deutschland . In: Ulrich Müller (Hg.), Schnittpunkt der Kulturen, Stuttgart, Akademischer Verlag 1998, S. 397–408.
- Ulrich Müller, Margarete Springeth, Interkulturelle Konflikte zwischen Islam und Europa: Der Roman Heidelberg-Marrakesch, einfach (1996) von Fawzi Boubia. In: Internet-Zeitschrift für Kulturwissenschaften n°5, 5. Juli 1998.
- Habib Mazini,  Hégire en Occident de Fawzi Boubia aux Éditions Marsam: Un vibrant hommage à l’intelligence de tout bord. In : Libération, 13 avril 2012.
- Zakariae Soltani, Fawzi Boubias Heidelberg-Marrakesch, einfach – Ankunft im Raum kultureller Hybridität. In: Andreas Pott, Khatima Bouras-Ostmann, Rahim Hajji, Soraya Moket (Hrsg.): Jenseits von Rif und Ruhr: 50 Jahre marokkanische Migration nach Deutschland. Springer-Verlag, Wiesbaden 2014, S. 190–198.
- Michaela Holdenried, Geistergespräche. Fawzi Boubias interkulturelle Selbstbefragung in Heidelberg-Marrakesch, einfach (1996). In: Zeitschrift des Korea Women's Research Institute Sungshin University, 2013, S. 5–22.
- Mohammed Elbah, Die Rückkehrfrage am Beispiel von Boubias Werk „Heidelberg-Marrakesch, einfach“. In: Elbah, Hasbane, Möller, Moursli, Tahiri, Tazi (Hrsg.), Interkulturalität in Theorie und Praxis, Publications de l’Université Mohammed V, Rabat, 2015, S. 92–100.